# Poggio a Caiano
Pour les articles homonymes, voir Poggio.
Poggio a Caiano est une commune de la province de Prato, dans la région Toscane, en Italie.

## Culture
Cette commune est le lieu de naissance de Filippo Mazzei (1730-1816), médecin, aventurier et publiciste, ami de Thomas Jefferson et auteur des célèbres Recherches historiques et politiques sur les Etats-Unis de l’Amérique septentrionale (1780). Sur son territoire se trouve une des villas médicéennes dite la Villa médicéenne de Poggio a Caiano qui domine la ville.

## Administration
| Période                                  | Période  | Identité      | Étiquette | Qualité |
| ---------------------------------------- | -------- | ------------- | --------- | ------- |
| 27 mai 2003                              | En cours | Silvano Gelli | L'Olivier |         |
| Les données manquantes sont à compléter. |          |               |           |         |

### Hameaux
Bonistallo.

### Communes limitrophes
Campi Bisenzio, Carmignano, Prato, Signa.